# Grand Prix moto des Amériques 2023
Le Grand Prix moto des Amériques 2023 est la troisième manche du championnat du monde de vitesse moto 2023.
Cette 9e édition du Grand Prix moto des Amériques s'est déroulée du 14 avril au 16 avril sur le circuit des Amériques à Austin.

## Qualifications

### MotoGP
| Meilleur temps de la session |

| Pos.                                          | Num | Pilote                | Constructeur | Temps          | Temps          | Position départ | Ligne |
| Pos.                                          | Num | Pilote                | Constructeur | Q1             | Q2             | Position départ | Ligne |
| --------------------------------------------- | --- | --------------------- | ------------ | -------------- | -------------- | --------------- | ----- |
| 1                                             | 1   | Francesco Bagnaia     | Ducati       | Qualifié en Q2 | 2 min 01 s 892 | 1               | 1     |
| 2                                             | 42  | Álex Rins             | Honda        | Qualifié en Q2 | 2 min 02 s 052 | 2               | 1     |
| 3                                             | 10  | Luca Marini           | Ducati       | Qualifié en Q2 | 2 min 02 s 181 | 3               | 1     |
| 4                                             | 73  | Álex Márquez          | Ducati       | Qualifié en Q2 | 2 min 02 s 242 | 4               | 2     |
| 5                                             | 72  | Marco Bezzecchi       | Ducati       | 2 min 02 s 523 | 2 min 02 s 268 | 5               | 2     |
| 6                                             | 41  | Aleix Espargaró       | Aprilia      | Qualifié en Q2 | 2 min 02 s 539 | 6               | 2     |
| 7                                             | 20  | Fabio Quartararo      | Yamaha       | Qualifié en Q2 | 2 min 02 s 749 | 7               | 3     |
| 8                                             | 12  | Maverick Viñales      | Aprilia      | Qualifié en Q2 | 2 min 02 s 882 | 8               | 3     |
| 9                                             | 5   | Johann Zarco          | Ducati       | 2 min 02 s 387 | 2 min 03 s 062 | 9               | 3     |
| 10                                            | 43  | Jack Miller           | KTM          | Qualifié en Q2 | 2 min 03 s 084 | 10              | 4     |
| 11                                            | 33  | Brad Binder           | KTM          | Qualifié en Q2 | 2 min 03 s 107 | 11              | 4     |
| 12                                            | 89  | Jorge Martín          | Ducati       | Qualifié en Q2 | 2 min 03 s 292 | 12              | 4     |
| 13                                            | 36  | Joan Mir              | Honda        | 2 min 02 s 743 | N/A            | 13              | 5     |
| 14                                            | 21  | Franco Morbidelli     | Yamaha       | 2 min 02 s 950 | N/A            | 14              | 5     |
| 15                                            | 25  | Miguel Oliveira       | Aprilia      | 2 min 03 s 065 | N/A            | 15              | 5     |
| 16                                            | 49  | Fabio Di Giannantonio | Ducati       | 2 min 03 s 350 | N/A            | 16              | 6     |
| 17                                            | 30  | Takaaki Nakagami      | Honda        | 2 min 03 s 403 | N/A            | 17              | 6     |
| 18                                            | 51  | Michele Pirro         | Ducati       | 2 min 03 s 452 | N/A            | 18              | 6     |
| 19                                            | 25  | Raúl Fernández        | Aprilia      | 2 min 03 s 527 | N/A            | 19              | 7     |
| 20                                            | 37  | Augusto Fernández     | KTM          | 2 min 03 s 798 | N/A            | 20              | 7     |
| 21                                            | 6   | Stefan Bradl          | Honda        | 2 min 03 s 907 | N/A            | 21              | 7     |
| 22                                            | 94  | Jonas Folger          | KTM          | 2 min 07 s 597 | N/A            | 21              | 8     |
| RESULTATS OFFICIELS DES QUALIFICATIONS MOTOGP |     |                       |              |                |                |                 |       |

## Classement MotoGP

### Course sprint
| Pos                         | Num | Pilote                | Moto    | Tours | Temps/Écart     | Grille | Points |
| --------------------------- | --- | --------------------- | ------- | ----- | --------------- | ------ | ------ |
| 1                           | 1   | Francesco Bagnaia     | Ducati  | 10    | 20 min 35 s 270 | 1      | 12     |
| 2                           | 42  | Álex Rins             | Honda   | 10    | +2 s 545        | 2      | 9      |
| 3                           | 89  | Jorge Martín          | Ducati  | 10    | +4 s 706        | 12     | 7      |
| 4                           | 41  | Aleix Espargaró       | Aprilia | 10    | +5 s 052        | 6      | 6      |
| 5                           | 33  | Brad Binder           | KTM     | 10    | +8 s 175        | 11     | 5      |
| 6                           | 72  | Marco Bezzecchi       | Ducati  | 10    | +8 s 877        | 5      | 4      |
| 7                           | 10  | Luca Marini           | Ducati  | 10    | +9 s 453        | 3      | 3      |
| 8                           | 88  | Miguel Oliveira       | Aprilia | 10    | +10 s 768       | 15     | 2      |
| 9                           | 43  | Jack Miller           | KTM     | 10    | +12 s 448       | 10     | 1      |
| 10                          | 12  | Maverick Viñales      | Aprilia | 10    | +12 s 739       | 8      |        |
| 11                          | 5   | Johann Zarco          | Ducati  | 10    | +14 s 251       | 9      |        |
| 12                          | 36  | Joan Mir              | Honda   | 10    | +14 s 988       | 13     |        |
| 13                          | 30  | Takaaki Nakagami      | Honda   | 10    | +15 s 592       | 17     |        |
| 14                          | 21  | Franco Morbidelli     | Yamaha  | 10    | +16 s 534       | 14     |        |
| 15                          | 25  | Raúl Fernández        | Aprilia | 10    | +19 s 290       | 19     |        |
| 16                          | 37  | Augusto Fernández     | KTM     | 10    | +23 s 128       | 20     |        |
| 17                          | 49  | Fabio Di Giannantonio | Ducati  | 10    | +25 s 626       | 16     |        |
| 18                          | 6   | Stefan Bradl          | Honda   | 10    | +25 s 787       | 21     |        |
| 19                          | 20  | Fabio Quartararo      | Yamaha  | 10    | +27 s 169       | 7      |        |
| 20                          | 94  | Jonas Folger          | KTM     | 10    | +46 s 973       | 22     |        |
| Ab.                         | 73  | Álex Márquez          | Ducati  | 6     | Chute           | 4      |        |
| Ab.                         | 51  | Michele Pirro         | Ducati  | 5     | Retrait         | 18     |        |
| (en) [PDF] Rapport officiel |     |                       |         |       |                 |        |        |

### Course principale
| Pos                         | Num | Pilote                | Moto    | Tours | Temps/Écart     | Grille | Points |
| --------------------------- | --- | --------------------- | ------- | ----- | --------------- | ------ | ------ |
| 1                           | 42  | Álex Rins             | Honda   | 20    | 41 min 14 s 649 | 2      | 25     |
| 2                           | 10  | Luca Marini           | Ducati  | 20    | +3 s 498        | 3      | 20     |
| 3                           | 20  | Fabio Quartararo      | Yamaha  | 20    | +4 s 936        | 7      | 16     |
| 4                           | 12  | Maverick Viñales      | Aprilia | 20    | +8 s 318        | 8      | 13     |
| 5                           | 88  | Miguel Oliveira       | Aprilia | 20    | +9 s 989        | 15     | 11     |
| 6                           | 72  | Marco Bezzecchi       | Ducati  | 20    | +12 s 049       | 5      | 10     |
| 7                           | 5   | Johann Zarco          | Ducati  | 20    | +12 s 242       | 9      | 9      |
| 8                           | 21  | Franco Morbidelli     | Yamaha  | 20    | +20 s 399       | 14     | 8      |
| 9                           | 49  | Fabio Di Giannantonio | Ducati  | 20    | +27 s 981       | 16     | 7      |
| 10                          | 37  | Augusto Fernández     | KTM     | 20    | +28 s 217       | 20     | 6      |
| 11                          | 51  | Michele Pirro         | Ducati  | 20    | +32 s 370       | 18     | 5      |
| 12                          | 94  | Jonas Folger          | KTM     | 20    | +1 min 08 s 065 | 18     | 4      |
| 13                          | 33  | Brad Binder           | KTM     | 20    | +1 min 23 s 012 | 11     | 3      |
| Ab.                         | 6   | Stefan Bradl          | Honda   | 18    | Chute           | 21     |        |
| Ab.                         | 30  | Takaaki Nakagami      | Honda   | 11    | Chute           | 17     |        |
| Ab.                         | 36  | Joan Mir              | Honda   | 8     | Chute           | 13     |        |
| Ab.                         | 1   | Francesco Bagnaia     | Ducati  | 7     | Chute           | 3      |        |
| Ab.                         | 43  | Jack Miller           | KTM     | 6     | Chute           | 10     |        |
| Ab.                         | 25  | Raúl Fernández        | Aprilia | 6     | Pb. Mécanique   | 19     |        |
| Ab.                         | 73  | Álex Márquez          | Ducati  | 0     | Accident        | 4      |        |
| Ab.                         | 41  | Aleix Espargaró       | Aprilia | 0     | Chute           | 6      |        |
| Ab.                         | 89  | Jorge Martín          | Ducati  | 0     | Accident        | 12     |        |
| (en) [PDF] Rapport officiel |     |                       |         |       |                 |        |        |

## Moto2
| Pos                         | Num | Pilote                  | Moto       | Tours | Temps/Écart     | Grille | Points |
| --------------------------- | --- | ----------------------- | ---------- | ----- | --------------- | ------ | ------ |
| 1                           | 37  | Pedro Acosta            | Kalex      | 16    | 34 min 42 s 879 | 2      | 25     |
| 2                           | 14  | Tony Arbolino           | Kalex      | 16    | +0 s 146        | 8      | 20     |
| 3                           | 64  | Bo Bendsneyder          | Kalex      | 16    | +5 s 851        | 4      | 16     |
| 4                           | 52  | Jeremy Alcoba           | Kalex      | 16    | +6 s 049        | 10     | 13     |
| 5                           | 12  | Filip Salač             | Kalex      | 16    | +7 s 462        | 3      | 11     |
| 6                           | 54  | Fermín Aldeguer         | Boscoscuro | 16    | +7 s 668        | 11     | 10     |
| 7                           | 21  | Alonso López            | Boscoscuro | 16    | +7 s 715        | 5      | 9      |
| 8                           | 40  | Arón Canet              | Kalex      | 16    | +8 s 078        | 7      | 8      |
| 9                           | 13  | Celestino Vietti        | Kalex      | 16    | +11 s 114       | 1      | 7      |
| 10                          | 18  | Manuel González         | Kalex      | 16    | +12 s 561       | 9      | 6      |
| 11                          | 35  | Somkiat Chantra         | Kalex      | 16    | +13 s 607       | 15     | 5      |
| 12                          | 75  | Albert Arenas           | Kalex      | 16    | +14 s 001       | 13     | 4      |
| 13                          | 22  | Sam Lowes               | Kalex      | 16    | +20 s 054       | 18     | 3      |
| 14                          | 71  | Dennis Foggia           | Kalex      | 16    | +22 s 990       | 14     | 2      |
| 15                          | 79  | Ai Ogura                | Kalex      | 16    | +28 s 820       | 16     | 1      |
| 16                          | 16  | Joe Roberts             | Kalex      | 16    | +31 s 893       | 16     |        |
| 17                          | 84  | Zonta van den Goorbergh | Kalex      | 16    | +34 s 734       | 21     |        |
| 18                          | 4   | Sean Dylan Kelly        | Kalex      | 16    | +34 s 934       | 22     |        |
| 19                          | 33  | Rory Skinner            | Kalex      | 16    | +42 s 540       | 24     |        |
| 20                          | 72  | Borja Gómez             | Kalex      | 16    | +49 s 973       | 26     |        |
| 21                          | 28  | Izan Guevara            | Kalex      | 16    | +51 s 470       | 27     |        |
| 22                          | 98  | David Sanchis           | Forward    | 16    | +1 min 05 s 224 | 28     |        |
| 23                          | 2   | Soichiro Minamimoto     | Kalex      | 16    | +1 min 44 s 447 | 29     |        |
| Ab.                         | 11  | Sergio García           | Kalex      | 9     | Retrait         | 20     |        |
| Ab.                         | 24  | Marcos Ramírez          | Forward    | 8     | Pb. Mécanique   | 25     |        |
| Ab.                         | 7   | Barry Baltus            | Kalex      | 7     | Chute           | 12     |        |
| Ab.                         | 19  | Lorenzo Dalla Porta     | Kalex      | 3     | Chute           | 19     |        |
| Ab.                         | 3   | Lukas Tulovic           | Kalex      | 0     | Chute           | 23     |        |
| DNS                         | 96  | Jake Dixon              | Kalex      |       | Retrait         | 6      |        |
| (en) [PDF] Rapport officiel |     |                         |            |       |                 |        |        |

- Jake Dixon est tombé dans le tour de formation et n'a pas pris le départ.

## Moto3
| Pos                         | Num | Pilote              | Moto      | Tours | Temps/Écart     | Grille | Points |
| --------------------------- | --- | ------------------- | --------- | ----- | --------------- | ------ | ------ |
| 1                           | 48  | Iván Ortolá         | KTM       | 14    | 32 min 01 s 062 | 3      | 25     |
| 2                           | 5   | Jaume Masià         | Honda     | 14    | +0 s 457        | 1      | 20     |
| 3                           | 43  | Xavier Artigas      | CFMoto    | 14    | +0 s 558        | 9      | 16     |
| 4                           | 10  | Diogo Moreira       | KTM       | 14    | +0 s 567        | 4      | 13     |
| 5                           | 96  | Daniel Holgado      | KTM       | 14    | +0 s 657        | 5      | 11     |
| 6                           | 53  | Deniz Öncü          | KTM       | 14    | +9 s 493        | 14     | 10     |
| 7                           | 38  | David Salvador      | KTM       | 14    | +9 s 547        | 12     | 9      |
| 8                           | 80  | David Alonso        | Gas Gas   | 14    | +9 s 663        | 22     | 8      |
| 9                           | 6   | Ryusei Yamanaka     | Honda     | 14    | +9 s 975        | 7      | 7      |
| 10                          | 99  | José Antonio Rueda  | KTM       | 14    | +10 s 085       | 11     | 6      |
| 11                          | 27  | Kaito Toba          | Honda     | 14    | +12 s 430       | 15     | 5      |
| 12                          | 64  | Mario Aji           | Honda     | 14    | +15 s 789       | 23     | 4      |
| 13                          | 95  | Collin Veijer       | Husqvarna | 14    | +15 s 967       | 21     | 3      |
| 14                          | 19  | Scott Ogden         | Honda     | 14    | +16 s 179       | 23     | 2      |
| 15                          | 54  | Riccardo Rossi (it) | Honda     | 14    | +16 s 124       | 17     | 1      |
| 16                          | 55  | Romano Fenati       | Honda     | 14    | +23 s 833       | 13     |        |
| 17                          | 92  | David Almansa       | CFMoto    | 14    | +24 s 404       | 28     |        |
| 18                          | 7   | Filippo Farioli     | KTM       | 14    | +24 s 401       | 20     |        |
| 19                          | 16  | Andrea Migno        | KTM       | 14    | +24 s 676       | 24     |        |
| 20                          | 72  | Taiyo Furusato      | KTM       | 14    | +24 s 913       | 19     |        |
| 21                          | 22  | Ana Carrasco        | KTM       | 14    | +35 s 940       | 26     |        |
| Ret                         | 44  | David Muñoz         | KTM       | 13    | Chute           | 16     |        |
| Ret                         | 82  | Stefano Nepa        | KTM       | 13    | Chute           | 6      |        |
| Ret                         | 71  | Ayumu Sasaki        | Husqvarna | 12    | Retrait         | 2      |        |
| Ret                         | 18  | Matteo Bertelle     | Honda     | 6     | Chute           | 8      |        |
| Ret                         | 63  | Syarifuddin Azman   | KTM       | 5     | Chute           | 18     |        |
| Ret                         | 24  | Tatsuki Suzuki      | Honda     | 4     | Chute           | 10     |        |
| DNS                         | 70  | Joshua Whatley      | Honda     |       | Retrait         | 27     |        |
| (en) [PDF] Rapport officiel |     |                     |           |       |                 |        |        |

- Joshua Whatley st tombé dans le tour de formation et n'a pas pris le départ.

## Classement provisoire au championnat
Seul le top 5 est représenté ici,,.

### MotoGP
|   | Pos. | Pilote            | Points |
| - | ---- | ----------------- | ------ |
|   | 1    | Marco Bezzecchi   | 64     |
|   | 2    | Francesco Bagnaia | 53     |
| 9 | 3    | Álex Rins         | 47     |
| 1 | 4    | Maverick Viñales  | 45     |
| 2 | 5    | Johann Zarco      | 44     |

|   | Pos. | Constructeur | Points |
| - | ---- | ------------ | ------ |
|   | 1    | Ducati       | 103    |
| 3 | 2    | Honda        | 54     |
|   | 3    | Aprilia      | 51     |
| 2 | 4    | KTM          | 49     |
| 1 | 5    | Yamaha       | 43     |

|   | Pos. | Equipe                       | Points |
| - | ---- | ---------------------------- | ------ |
|   | 1    | Mooney VR46 Racing Team      | 102    |
|   | 2    | Prima Pramac Racing          | 73     |
| 1 | 3    | Aprilia Racing               | 63     |
| 3 | 4    | Monster Energy Yamaha MotoGP | 63     |
|   | 5    | Ducati Lenovo Team           | 58     |

### Moto2
|   | Pos. | Pilote        | Points |
| - | ---- | ------------- | ------ |
|   | 1    | Tony Arbolino | 61     |
| 1 | 2    | Pedro Acosta  | 54     |
| 1 | 3    | Arón Canet    | 41     |
| 1 | 4    | Filip Salač   | 33     |
| 1 | 5    | Alonso López  | 29     |

|  | Pos. | Constructeur | Points |
|  | ---- | ------------ | ------ |
|  | 1    | Kalex        | 75     |
|  | 2    | Boscoscuro   | 33     |

|   | Pos. | Equipe                   | Points |
| - | ---- | ------------------------ | ------ |
|   | 1    | Elf Marc VDS Racing Team | 79     |
| 1 | 2    | Red Bull KTM Ajo         | 73     |
| 1 | 3    | Pons Wegow Los40         | 53     |
|   | 4    | QJmotor Gresini Moto2    | 52     |
| 1 | 5    | Beta Tools Speed Up      | 43     |

### Moto3
|   | Pos. | Pilote         | Points |
| - | ---- | -------------- | ------ |
|   | 1    | Daniel Holgado | 49     |
|   | 2    | Diogo Moreira  | 49     |
| 4 | 3    | Xavier Artigas | 32     |
| 6 | 4    | Jaume Masià    | 31     |
| 2 | 5    | Tatsuki Suzuki | 27     |

|   | Pos. | Constructeur | Points |
| - | ---- | ------------ | ------ |
|   | 2    | Honda        | 56     |
|   | 3    | CFMoto       | 32     |
| 1 | 4    | Husqvarna    | 15     |
| 1 | 5    | Gas Gas      | 13     |

|   | Pos. | Equipe                   | Points |
| - | ---- | ------------------------ | ------ |
| 2 | 1    | Leopard Racing           | 58     |
| 1 | 2    | MT Helmets – MSi         | 54     |
| 1 | 3    | Red Bull KTM Tech3       | 49     |
| 4 | 4    | Angeluss MTA Team        | 44     |
|   | 5    | CFMoto Racing Prüstel GP | 39     |